# Centre médical universitaire de Leyde
 (mai 2023).
Si vous disposez d'ouvrages ou d'articles de référence ou si vous connaissez des sites web de qualité traitant du thème abordé ici, merci de compléter l'article en donnant les références utiles à sa vérifiabilité et en les liant à la section « Notes et références ».
 (mai 2023).
Le centre médical universitaire de Leyde (en néerlandais : Leids Universitair Medisch Centrum ) ou LUMC est l'hôpital universitaire affilié à l'Université de Leyde, dont il forme la faculté de médecine. Il est situé à Leyde, aux Pays-Bas. C'est un centre médical universitaire moderne pour la recherche, l'éducation et les soins aux patients. Son champs de recherche s'étend de la recherche médicale fondamentale pure à la recherche clinique appliquée.

## Soins aux patients
L'hôpital dispose de départements cliniques de toutes les spécialités médicales et agit comme un centre de référence tertiaire pour la partie nord de la province de Hollande-Méridionale. Les unités spéciales comprennent:
- Ophtalmologie
- Neurochirurgie
- Chirurgie cardiothoracique
- Chirurgie néonatale et pédiatrique et soins intensifs
- Oncologie pédiatrique
- Médecine orthopédique
- Chirurgie biliaire
- Rhumatologie
- Centre de traumatologie de niveau I

## Recherche
Le centre vise à identifier les causes de la maladie, à améliorer le diagnostic, la prévention et, à terme, à développer des traitements efficaces. Au sein du LUMC, différents spécialistes travaillent ensemble autour de thèmes de recherche. Les thèmes sont :
- Médecine vasculaire et régénérative
- Immunité, infection et tolérance
- Neurosciences translationnelles
- Pathogenèse et thérapie du cancer
- Vieillissement
- Innovation dans la stratégie de santé et la qualité des soins
- Imagerie biomédicale

## Éducation
Le centre offre une large gamme de formations et accueille la Faculté de médecine de l'Université de Leyde :
- Baccalauréat et master en médecine
- Licence et master en sciences biomédicales
- Baccalauréat en technologie clinique (programme conjoint avec TU Delft et Erasmus MC)
- Master Vitalité et Vieillissement.
- Master en pharmacie
- Cours au choix et options d'échange pour les étudiants internationaux

## Histoire du centre médical universitaire

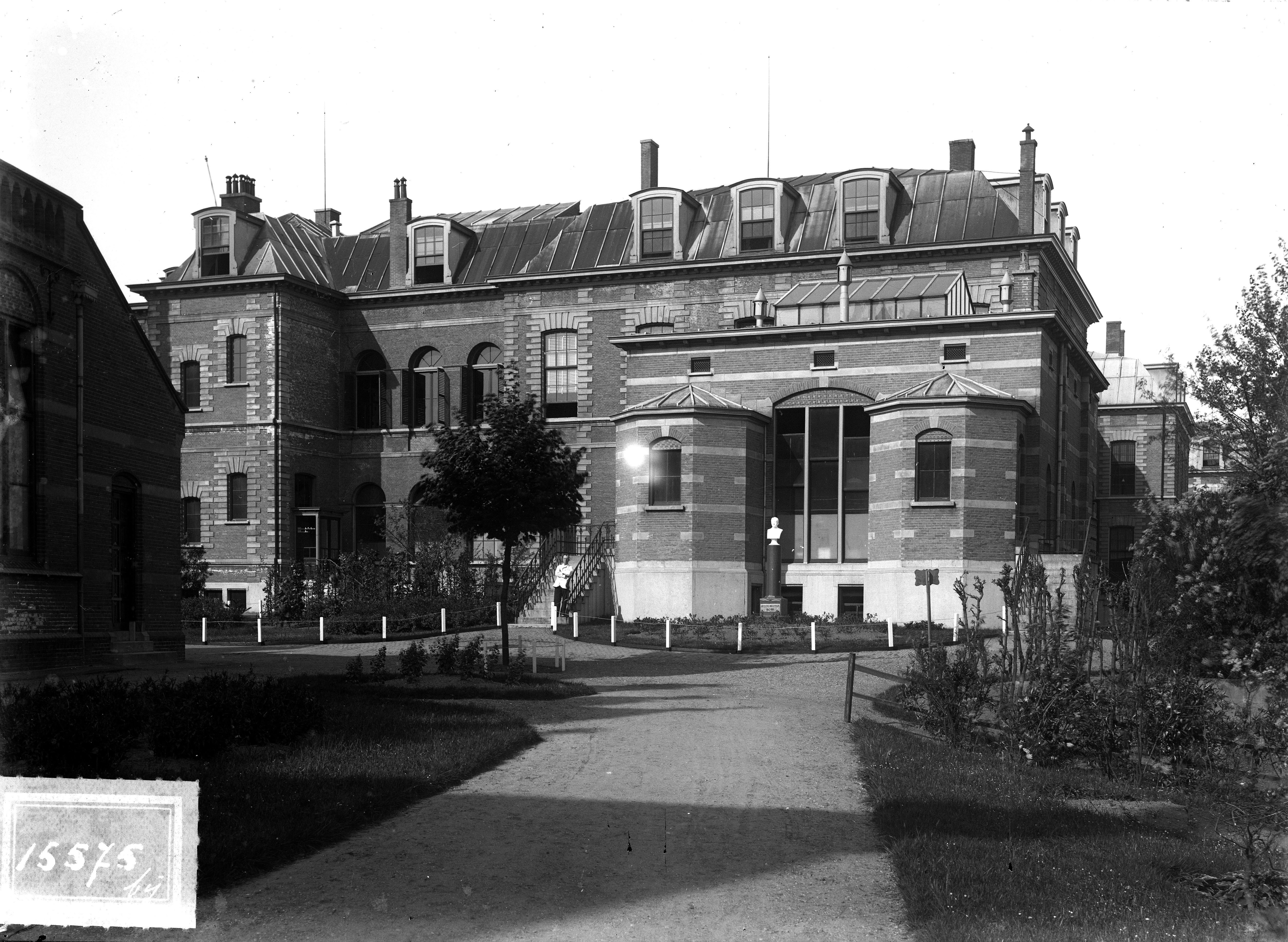
L'hôpital universitaire de la Steenstraat, Leyde, au XIXe siècle.

Dès le XVIIIe siècle, des professeurs donnent des conférences au chevet du patient dans le tout premier hôpital universitaire situé au Caeciliagasthuis à Leyde, aujourd'hui le musée Boerhaave. Un second hôpital universitaire ouvre ses portes dans la Steenstraat. Il abrite aujourd'hui le Musée national d'ethnologie.
À l'époque, le bâtiment rend justice aux pratiques infirmières et aux techniques opératoires, mais après quelques décennies, il est déjà désuet. Il faut plus d'espaces de laboratoires et de meilleures conditions pour les patients et le personnel. Le nouvel hôpital du Rijnsburgerweg, construit au début des années 1920 sur la base du système pavillonnaire, devient dans les années 1980 et 1990 l'actuel bâtiment 1 du LUMC.
Deux nouveaux bâtiments ouvrent le 1er décembre 2006 et sont reliés par des passerelles et des tunnels.
En 2016, le centre médical universitaire de Leyde fonde une succursale sur le campus de La Haye avec un programme de recherche, d'enseignement et de formation pour les médecins généralistes. 

## Consortium PREVENT-nCoV
Le centre médical universitaire de Leyde fait partie du consortium PREVENT-nCoV comprenant ExpreS2ion Biotechnologies, AdaptVac (de l'Université de Copenhague), l'Institut de médecine tropicale de Tübingen, le département d'immunologie et de microbiologie (ISIM) de l'Université de Copenhague et du Laboratoire de virologie de l'Université et de la recherche de Wageningen. En mars 2020, le consortium reçoit une subvention EU Horizon 2020 de 2,7 millions d'euros pour le développement d'un candidat vaccin contre la COVID-19,.